# 노동두
노동두(盧東斗, 1926년 ~ 2002년 11월 26일)는 대한민국의 의학자, 신경과, 신경정신과 의사이자 사회운동가였다. 1976년 노동두 신경정신과 의원(서울백제병원의 전신)을 개원하였다. 가톨릭의대·순천향병원에서 근무하면서 소아정신의학회를 창설하였으며 그 밖에도 대한민국 내 각 의과대학에 정신과를 설치하게 했고, 정신병자들에 대한 차별대우를 없애고자 1960년 개방형 정신과 병동을 한국에 도입하였다.
정신병원의 개방병동 제도를 국내 처음으로 도입한 그는 한길가에 밝고 산뜻한 병원과 창살이 보이지 않는 병실을 만들었다. 또한 강연과 기고 등을 통해 정신질환과 간질 발작이 귀신 때문에 발생하는 미신, 속설, 편견을 해소, 설득하는 활동을 하였다. 그는 가정 불화와 가족 문제가 정신질환의 원인으로 보고 가족 상담 활동, 중재에도 참여하였으며 아동 학대 반대 운동, 지적 장애자 청소년 보호 운동 등에도 동참했다. 1987년과 1992년 대통령 선거 당시 서울대 동문대표 이름으로 김영삼 전 대통령을 지지하는 서한을 발송, 선거법 위반으로 기소되기도 하였다. 호는 인산(仁山)이다.

## 생애

### 초기 활동
전라북도 옥구군 임피면에서 노긍식(盧兢湜)의 아들로 태어났다. 아버지 노긍식은 해방 후, 미군정청이 들어서자 미군정 서울시청 인사행정처장을 역임했다.
1940년 경기중학교에 입학, 경기중학교를 졸업하고 서울대학교 의과대학에서 수학하였으며 6.25 전쟁을 거쳐 미국으로 유학, 위스콘신대학교를 졸업했다. 그는 정신의학의 중요성에 대해 국민계몽이 필요하다고 생각해 국내 대학 및 종합병원에 기피하던 정신과 진료과목을 개설하는데 참여했다.

### 진료 활동과 교육 활동
귀국 후 서울대학교 의과대학 정신과 교수, 1963년 가톨릭대학교 의과대학 조교수, 1960년대에는 가톨릭 의과대학 신경정신과 부교수와 교수 등으로 활동하였다. 그는 귀국 후 정신병자들의 진료를 꺼리는 것을 지적, 각 대학교의 의과대학을 찾아다니며 설득하여 각 의과대학에 정신과, 신경정신과, 정신의학과를 설치하였다. 조선 멸망과 일제 강점기, 광복 이후에도 정신병은 귀신들린 병으로 취급되어, 불교 법당이나 역술인, 점성술사, 무당 등 무속인 등에 의존하였다. 그러나 각 대학교 의과대학에 정신과, 신경정신과, 정신의학과 등이 신설되면서 정신질환에 대한 연구, 교육, 임상실험 등이 시작되었다.
1967년 가톨릭 성모병원 소아정신과 과장으로 부임하였다.

### 개업 활동과 학술 활동
1968년 11월 서울 서대문구 충정로 1가 1번지에 개설된 고려종합병원의 신경정신과 과장이 되었다. 1970년대 초에는 인제 백병원의 신경정신과 과장이었고, 1975년 순천향대학교 병원 신경정신과 교수로 출강하여 1980년까지 순천향대 병원에서 진료, 강의를 하였다. 1976년 7월 15일 신경정신과 의사 권길우, 사회 사업학자 정의방 등을 초빙, 용산구 한남동 657-59번지에 노동두 신경정신과 의원을 개업하였다. 후에 병원명을 서울백제병원으로 고쳤다. 그는 당시로서는 파격적인 낮병원 정신과 진료를 시작했다. 개업 초기 그는 뇌파 측정장치를 병원에 도입하였다. 아들 노만희에 의하면 "개업 초기 부친은 돈벌이가 안된다는 주변의 만류에도 불구하고 학문적인 이유에서 값비싼 뇌파 측정장치를 도입하는 등 연구에 애정을 보였다"고 한다.
1965년 대한신경정신의학회의 제20대 부회장, 1967년 22대 대한신경정신의학회장, 1982년 37대 대한신경정신의학회장 등을 지내고 1983년 대한신경정신의학회 38대 이사장을 지내기도 했다.
1981년 10월 2일 대한의학협회 산하 분과학회의 81년도 정기총회에서 대한의학협회 신경정신의학분과 회장으로 선출되었고, 신경정신의학회 회장에도 선출되었다. 서울대학교 의과대학 정신과 교수로 재직 중이던 1982년 3월 2일에는 한국과학기술단체총연합회 이사로 피선되었다.
1983년 4월 26일 김동순 등과 함께 서울대병원에서, 어린이 정신질환과 청소년 정신질환을 연구하는 소아청소년정신의학연구회를 설립하였다.

### 정신병 편견 없애기 운동
그는 신경정신과 의사로 있으면서 한국 사회에 각종 정신질환에 대한 차별대우, 편견을 잘못되었다고 지적하였다. 그러나 정신병자들은 위험한 존재로 인식되었고, 노동두는 정신병자이 위험하지 않다, 정신병은 질병이며 치료가 가능하다는 것을 입증하고자 1960년 서울시내에 개방형 정신과 병동을 처음 설치하였다. 개방형 정신과 병동에는 일반인의 출입이 가능하였다. 1968년 4월 27일에는 정신박약아 및 저능아 청소년 보호를 위한 정박아 보호협회의 창립에 참여, 정박아 보호협회 창립발기인이자 정박아보호협회 이사회 이사 겸 정박아보호협회 운영위원회 위원으로 활동하였다. 그는 지적 장애자들에 대한 편견에도 반대하여 지적 장애자 보호 운동에도 참여하였다.
그는 정신병도 감기, 몸살처럼 쉽게 진료가 가능한 병이며, 정신질환 예방 방법으로 건강한 가족과 운동, 여가생활, 긍정적 생활 등을 대책으로 제시하였다. 정신병과 간질이 귀신에 의한 것은 터무늬없는 속설임을 그는 미국, 독일, 영국의 진료 사례를 한글로 번역하여 소개하였다.
그는 고혈압 등의 질병에 정신질환이 미치는 영향에 대해서도 해석, 예방책을 제시하였다. 정신질환이 고혈압에 영향을 준다는 점을 해석하였고, 고혈압과 정신 질환과의 상관관계를 분석하였다. 그는 고혈압 환자 1백 명을 연구하여 정신과 질환을 앓았다는 통계를 확보, 1971년 12월에는 억압, 적개심이 혈압을 높인다고 주장하였다. 또 그는 정신질환으로 인한 신체 이상에 대한 상담활동을 하기도 했다.

### 강연 활동
그는 교육, 진료활동 외에도 대한의사협회 활동과 대한신경정신과학회의 창립에도 참여하였고, 그때까지도 터부시, 금기시 되던 인간의 성욕에 대해서도 발표하여 공론화시켰다. 1957년 6월 7일 그는 서울대학교 의대 강당에서 열린 프로이트 탄생 100주년 기념 공개 의학 심포지움에서 인간의 성욕에 관련된 주제로 프로이드의 리비도, 성욕론을 발표하였다. 1961년 10월 21일 서울시내 부녀사업관에서 개최된 대한신경정신과학회 공개강좌에서는 성교육과 정신건강의 문제 라는 논문을 발표하였다. 그는 그때까지 귀신들린 병으로 이해되던 정신과 질환을 대중화하고 정신병에 대한 공개담론 형성, 각 대학 내 정신과학과 설치 운동 등을 하였다.
그는 간질 발작이 귀신들린 병이라는 것이 미신임을 역설했다. 1970년 2월 3일에는 매일경제 의학 코너에 간질 발작의 예방과 치료 방법을 설명한 글을 발표하였다.

### 가정 상담 활동
1963년 4월 19일 대한정신건강협회가 주관하에 개최된 제18회 정신건강 월례 강연에서 노동두는 가정불화와 정신신체질환이라는 주제로 강연을 하였고, 4월 22일에도 가정불화는 질병을 불러온다는 주제로 강연을 하였다.
그는 사람들이 정신병에 걸리는 원인은 원만하지 못한 가족관계 때문이라 보고, 진료활동 외에 가족 문제, 갈등에 대해서도 상담에도 참여하였다. 또한 권위주의적인 부모, 자녀를 인격체로 존중하지 않는 부모들의 문제점을 여러 차례 반복해서 지적하기도 했다. 그는 어린이 보호 운동, 아동 학대 반대 운동에도 참여하였다. 그는 자녀가 내 자녀이기 이전에 한사람의 다른 인간, 인격체임을 강조했다. 1964년 11월에는 하상락 등과 제12차 정신과학회 국제사회사업대회를 참관하고 돌아와 그해 11월 19일 대한정신건강협회 제32차 정기월례회에서 당신의 위대한 창작은 당신의 어린이다 라는 주제로 강의하였다. 가톨릭의대 정신과 교수로 재직 중이던 1965년 11월 22일에는 어린이의 공포증상을 분석한 「어린이들의 恐怖症狀에 관하여」를 강의, 어린이들이 공포감, 악몽 등을 갖는 것을 설명하였고, 1971년에는 부모의 역할에 대해서도 발표하였다. 그는 경향신문 등의 신문, 일간지에도 칼럼을 기고하며 어린이 문제, 가족 문제 등에 대한 글을 발표하였다.
1980년대 이후 이혼율과 가정폭력이 급증하기 시작하였다. 그는 이혼율 증가와 가정 폭력은 변화하는 시대에 맞지 않는 구시대적 가족 관계, 가족 문화를 고수하는 것이 문제점이라 보고, 가족간 대화의 필요성을 제창했다. 동시에 그는 정신건강교육센터 등을 설립해 고부 갈등, 장인장모-사위 간 갈등을 치료, 상담하는 활동을 하였고, 부모-자녀간의 갈등을 상담 등을 하며 가족간 역할 갈등을 조정하는 활동을 하였다.
그는 성격장애, 노이로제, 정신과 질환이 그 사람 개인의 문제라는 주장에 대해서도 반대했다. 그는 성격장애, 노이로제, 정신과 질환은 그 사람의 문제가 아니며 환자만의 문제로 돌리는 것은 일시적인 해결일 뿐이라 지적했다. [[1989년[]] 1월 6일 가족치료학회를 설립했고, 1월 13일 가족치료학회 회장에 선출되었다.
그는 정신과 질환은 가족간의 대화로 고칠수 있다고 역설했다. 그는 "모든 정신과영역에서 장애의 1차적인 원인이 가족내에 존재하기 때문에 가족과 연계해서 치료하는 것이 치료율을 훨씬 높일 수있다"고 지적하였다. 그는 정신과 병원이 드문 환경에서  자신의 정신과 병원을 인턴의, 의대생들의 실습 장소로 제공하기도 했다. 이로서 외국으로 나가서 임상활동을 해야 하는 수고를 덜게 되었다.
1995년 5월 15일 가족 정신 치료에 공헌한 공로로 대통령 표창을 수여받았다.

### 기타 활동
그는 대한의사학회와 가족치료학회 등에서도 활동하였고, 1995 10월 14일 건강가족 실천본부 창립에도 참여하였다.
한강로터리클럽의 회원으로도 활동하였으며, 한강로터리클럽의 회장을 역임하기도 했다. 1981년 7월 10일에는 탁구선수로 여자탁구 국가대표로 선발된 이리여자고등학교 양영자 선수에게 장학금 10만원을 수여하기도 했다. 그는 인산장학회(仁山奬學會)를 설립, 1982년 2월 18일 탁구선수 양영자 등에게 장학금 60만원을 전달, 이들 학생이 졸업할 때까지 학비를 지불하였다. 그는 체육 선수와 고학생들의 장학금 지급 및 학비를 대신 지급하기도 했다.

### 생애 후반
1985년 뇌종양의 일종인 수막종에 걸렸으나 수술로 완쾌했고, 91년 뇌졸중으로 반신불수가 됐으나 사회활동을 계속 하였다. 1987년 서울대학교 내 동문모임인 87거산동우회에서 활동, 김영삼 대선후보를 지지해줄 것을 호소하는 편지를 대량 발송하여 수사를 받기도 했다. 1992년 대통령 선거에서도 동문 모임을 통해 김영삼을 지지해줄 것을 호소하는 편지 11만 통을 직접 작성, 인쇄, 발송하고, 서울대학생을 동원하여 일당을 주고 선거운동원으로 활용한 사실이 드러나 구속되기도 하였다.
불교와 도학사상에도 심취하기도 했던 그는 2000년 10월 도올 김용옥의 TV강의를 방청하다 기침이 잦다는 이유로 퇴장당하자 서양 정신의학이든 동양철학이든 ‘인격적 성숙’을 지향해야 한다는 점에서 일맥상통한다며 김용옥을 미숙하다고 지적하기도 했다.
1995년 10월 15일에는 한완상 통일부총리, 이연숙, 김옥균 천주교 서울대교구 주교 등과 함께 건강가족실천본부를 개설하였다.
2002년 11월 26일 서울 용산구 한남동 657번지 자택에서 뇌졸중과, 뇌종양 수막종 등의 합병증으로 사망하였다.

## 저서
- 내가 촛불인가 꺼지게(춘원문화사, 1995)

## 수상 경력
- 1996년 5월 16일 대통령 표창

## 가족 관계
- 아버지 : 노긍식(盧兢湜, 1905년생, 공무원)
- 어머니 : ?(1985년 2월 25일 사망)
- 부인 : 박순기
  - 아들 : 노만희(盧萬熙, 서울백제병원장)
  - 며느리 : 양창순, 신경정신과 의사, 서울백제병원 부원장
  - 아들 : 노세희(盧世熙, 중앙일보 로스앤젤레스 지국 차장)
  - 사위 : 윤인선(尹仁善)
  - 사위 : 이상돈(李相敦, 자영업)
  - 사위 : 송명중(宋明重, 자영업)

## 평가
그의 56년 친구였던 정일영(鄭一永·76)전 외무부 차관은 "그는 교제와 사색, 그리고 풍류에 능한 로맨티스트였다"며 평했다.

## 에피소드
- 1993년 대통령에 취임한 김영삼은 그해 5월 13일 스승의 날을 이틀 앞두고 청와대에 대학교 때 교수인 전직 문교부 장관 안호상등 대학시절 교수 3명과 서울대 철학과 동기생 14명을 초청했다.[23] 이때 김영삼은 대학동기인 노동두는 대선중 김영삼을 지원하다가 선거법 위반으로 자신이 2백만원의 벌금을 물었다고 하자 "저 친구는 돈이 많아 괜찮아"라고 응대해 화제가 되기도 했다.[23]

- 1976년 개원한 이후 전면적으로 대낮 진료를 시행하였다. 낮병원 서비스는 정신과 환자들을 외래 진료하는 것으로 3백65일 철창에 가둔 상태에서 치료해야한다는 인식이 팽배했던 당시로선 파격적이었다.[2]

- 그는 정신병자에 대한 공포감을 없애고자, 1960년부터 정신과 환자를 공개 진료하였다. 자신의 병원을 개원한 1976년부터는 주변의 반대와 땅값 떨어진다는 만류에도 공개 정신과 진료와 대낮 진료, 평일 진료 등을 시도하였다. 한편 10.26 사건 이후 심수봉은 군부에 의해 노동두의 정신과 병원에 감금당하였다.[24]

## 같이 보기
- 김영삼
- 지그문트 프로이트
- 칼 융
- 프리드리히 니체
- 김정일
- 신의진
- 윤치영
- 윤치호
- 안호상
- 장택상